# برموداکسی‌اوریدین
برموداکسی‌اوریدین (به انگلیسی: Bromodeoxyuridine) با فرمول شیمیایی C۹H۱۱BrN۲O۵ یک ترکیب شیمیایی با شناسه پاب‌کم ۶۹۱۸۹۴۲ است. که جرم مولی آن ۳۰۷٫۰۹۸ g/mol می‌باشد. 